# L'Année philologique
L'Année philologique (El año filológico) es un índice de trabajos académicos en los campos relacionados con la lengua, la literatura, la historia y la cultura de la antigua Grecia y Roma. Es la herramienta bibliográfica estándar para la investigación en estudios clásicos. Publicado en forma impresa anualmente desde 1928, con el primer volumen que abarca los años 1924-1926, ahora también está disponible en línea mediante suscripción. El personal editorial reúne cada año las adiciones de 1500 publicaciones periódicas, con 500 artículos adicionales de colecciones.

## Visión general
L'Année philologique pretende ser el recurso internacional más completo para la Antigua Grecia y Roma. Las entradas en artículos de revistas suelen ir acompañados de un breve resumen que puede ser en un idioma que no sea la de la original. Los resúmenes suelen estar en francés, inglés, alemán, italiano o español. No se proporcionan resúmenes de libros, pero las entradas de libros incluyen una lista de reseñas publicadas. La indexación a menudo se retrasa en la publicación dos o tres años.
Debido a que L'Année philologique es un índice y no una colección, las búsquedas solo encuentran términos dentro de la entrada bibliográfica, no el texto completo del artículo (la opción de búsqueda "texto completo" se refiere al contenido de L'Année philologique). La edición electrónica ofrece una variedad de parámetros de búsqueda, con algunas idiosincrasias. Desde septiembre de 2018, la base de datos está disponible para la suscripción de la biblioteca a través de la editorial comercial Brepols. Entre 2013 y 2018, otro editor, EBSCO, proporcionó acceso.
L'Année philologique es una publicación de la Société Internationale de Bibliographie Classique con el apoyo del Centro Nacional para la Investigación Científica (CNRS) de Francia y varias otras instituciones. Las oficinas editoriales están ubicadas en Chapel Hill, Carolina del Norte; Heidelberg, Alemania; Lausana, Suiza; Génova, Italia; y Granada, España. Fue fundada en París por el latinista Jules Marouzeau (1878-1964), profesor de la Sorbona.
Para llenar el vacío entre L'Année philologique y bibliografías anteriores, Marouzeau dispuso la publicación de una serie de volúmenes en el mismo formato:
- Jules Marouzeau, Dix années de bibliographie classique : bibliographie critique et analytique de l'Antiquité gréco-latine pour la période 1914-1924 (2 vols). París: Les Belles Lettres, 1927-1928.
- Scarlat Lambrino, Bibliographie de l'Antiquité classique 1896-1914. Première partie, Auteurs et Textes . París: Les Belles Lettres, 1951.